# The Remixes (álbum de Shakira)
| Críticas profissionais | Críticas profissionais |
| Avaliações da crítica  | Avaliações da crítica  |
| Fonte                  | Avaliação              |
| ---------------------- | ---------------------- |
| AllMusic               | [ 1 ]                  |

The Remixes é um álbum de remixes da artista musical colombiana Shakira, lançado em 21 de outubro de 1997, pela Sony Music Entertainment e Columbia Records. É composta de versões remixadas de faixas de seu terceiro álbum de estúdio, Pies Descalzos, com o qual alcançou o sucesso latino-americano dois anos antes. Embora seja principalmente um projeto em espanhol, o álbum também contém versões reescritas das músicas em português.
Desde o seu lançamento, The Remixes tornou-se um dos álbuns de remix mais vendidos em todo o mundo, e atualmente é o álbum de remix latino mais vendido em todo o mundo, com vendas internacionais superiores a 500.000 cópias. Foi certificada 2x Platina pelas vendas de 200.000 cópias pela Recording Industry Association of America (RIAA), enquanto também vendeu mais de 300.000 cópias no Brasil e está entre os álbuns de remix mais vendidos de todos os tempos.

## Faixas
Todas as faixas por Shakira e Luis Fernando Ochoa.
| N.º | Título                                                   | Produtor(es)           | Duração |  |
| 1.  | "Shakira DJ Memêgamix"                                   | Shakira, Luis F. Ochoa | 6:21    |  |
| 2.  | "Estoy Aquí" (Extended Remix)                            | Shakira, Luis F. Ochoa | 9:31    |  |
| 3.  | "Estou Aqui" (Versão em português)                       | Shakira, Luis F. Ochoa | 3:52    |  |
| 4.  | "¿Dónde Estás Corazón?" (Dance Remix)                    | Shakira, Luis F. Ochoa | 8:46    |  |
| 5.  | "Un Poco de Amor" (12" Extended Dancehall Remix)         | Shakira, Luis F. Ochoa | 5:47    |  |
| 6.  | "Um Pouco de Amor" (Versão em português)                 | Shakira, Luis F. Ochoa | 3:54    |  |
| 7.  | "Pies Descalzos, Sueños Blancos" (Memê's Super Club mix) | Shakira, Luis F. Ochoa | 8:42    |  |
| 8.  | "Pés Descalços" (Versão em português)                    | Shakira, Luis F. Ochoa | 3:24    |  |
| 9.  | "Estoy Aquí" (Timbalero Dub)                             | Shakira, Luis F. Ochoa | 6:06    |  |
| 10. | "¿Dónde Estás Corazón?" (Dub-A-Pella mix)                | Shakira, Luis F. Ochoa | 6:40    |  |
| 11. | "Un Poco De Amor" (Memê's Jazz Experience mix)           | Shakira, Luis F. Ochoa | 4:41    |  |
| 12. | "Pies Descalzos, Sueños Blancos" (The Timbalero Dub 97)  | Shakira, Luis F. Ochoa | 6:38    |  |

## Paradas
| Paradas          | Posição |
| ---------------- | ------- |
| Billboard 200    | -       |
| Latin Pop        | 9       |
| Top Latin Albuns | 21      |

## Vendas e certificações
| Região                                                                                             | Certificação | Vendas   |
| -------------------------------------------------------------------------------------------------- | ------------ | -------- |
| Estados Unidos (RIAA)                                                                              | 2× Platina   | 200,000^ |
| *números de vendas baseados somente na certificação ^distribuições baseadas apenas na certificação |              |          |